# Nicolò Dallaporta
Nicolò Dallaporta Xydias (Trieste, 28 ottobre 1910 – Padova, 23 ottobre 2003) è stato un astrofisico italiano.

## Biografia
Nato a Trieste, si laurea in fisica a Bologna nel 1932 e dopo un periodo come assistente tra Catania, Torino e Padova ottiene la cattedra in fisica nell'ateneo patavino nel 1947, che mantiene fino al 1962: in quell'anno ottiene quella in Istituzioni di Fisica teorica, ove rimane fino al 1970, quando ottiene quella in Astrofisica Teorica: nel 1979 si trasferisce, con la stessa cattedra, alla Scuola Internazionale Superiore di Studi Avanzati di Trieste.
Fu protagonista della ripresa delle attività scientifiche padovane nel secondo dopoguerra, sotto la guida di Antonio Rostagni: si specializzò nel campo dell'evoluzione stellare e dei raggi cosmici, oltre alle interazioni tra particelle elementari.
A partire dalla fine del secolo si è dedicato anche al tema della metafisica delle grandi religioni e del rapporto tra scienza e religione: cattolico, fu membro anche della Pontificia accademia delle scienze.